# Mbale
Mbale Uganda negyedik legnagyobb városa, amely az ország keleti részén, a kenyai határtól nem messze helyezkedik el. Ez a legfontosabb kereskedelmi és adminisztratív központja a térségnek.

## Elhelyezkedése
Mbale 245 kilométerre, északkeletre fekszik a fővárostól, Kampalától közúton. A várost érinti az egyik vasúti szárnyvonal. Körülbelül 50 km-re helyezkedik el Uganda egyik legmagasabb hegyétől, az Elgon-hegytől.

## Áttekintés
Mbale otthont ad egy muszlim, és egy keresztények vallású diákoknak fenntartott egyetemnek.
A város közepén emelkedik egy óratorony, amely még a gyarmatidő alatt épült, és nem rég rekonstruáltak. 

A Casino Royale egy korai része a város környékén játszódik, de nem ott lett lefilmezve. James Bond (Daniel Craig) nem szerepel abban a jelenetben.

## Népesség
A 2002-es népszámláláskor a város lakossága 71 130 volt. 2010-ben az Ugandai Statisztikai Hivatal felmérése szerint 81 900-an, egy évvel későbbi felmérésben már 91 000-re becsülték a népességet.